# Mistrzostwa Ameryki U-16 w Koszykówce Kobiet 2017
Mistrzostwa Ameryki U-16 w Koszykówce Kobiet 2017 – 5. edycja mistrzostw Ameryki rozgrywanych w stolicy Argentyny, Buenos Aires w hali CENARD. Cztery najlepsze drużyny awansują na Mistrzostwa Świata 2018.

## System rozgrywek
Mistrzostwa organizowane są w dwóch fazach. W fazie grupowej osiem reprezentacji zostają podzielone na dwie grupy po cztery zespoły. Rywalizacja w grupach toczy się systemem kołowym przez trzy dni. Po dwie najlepsze z każdej grupy awansują do kolejnej fazy, która rozegrana zostanie systemem pucharowym, gdzie zwycięzca pierwszej grupy zagra z drużyną, która zajęła drugie miejsce w drugiej grupie, natomiast zwycięzca drugiej grupy zagra z drugą drużyną pierwszej grupy. Zwycięzcy półfinałów awansują do finału, a przegrani zagrają w meczu o trzecie miejsce. Na tej samej zasadzie odbędzie się walka o 5. miejsce, tylko że o dalsze pozycje.

## Faza grupowa

### Grupa A
| Poz | Reprezentacja   | Pkt | M | Z | P | Punkty  | Pkt+/- |
| --- | --------------- | --- | - | - | - | ------- | ------ |
| 1.  | Kanada U-16     | 6   | 3 | 3 | 0 | 249:151 | +98    |
| 2.  | Argentyna U-16  | 5   | 3 | 2 | 1 | 213:155 | +58    |
| 3.  | Wenezuela U-16  | 4   | 3 | 1 | 2 | 150:210 | -60    |
| 4.  | Dominikana U-16 | 3   | 3 | 0 | 3 | 140:236 | -96    |

| 7 czerwca 201713:45 UTC-03:00 18:45 CET | Wenezuela U-16       | 38:89(5:23, 9:28, 11:16, 13:22) | Kanada U-16                 | CENARD, Buenos Aires Sędzia: Rodrigo León Mejía Mesa, Rebeca Xiomaira Davila Aquino, Carlos Peralta |
| 7 czerwca 201713:45 UTC-03:00 18:45 CET | Isabella Anes 11 pkt | 38:89(5:23, 9:28, 11:16, 13:22) | Brynn Ann Masikewich 17 pkt | CENARD, Buenos Aires Sędzia: Rodrigo León Mejía Mesa, Rebeca Xiomaira Davila Aquino, Carlos Peralta |

| 7 czerwca 201720:30 UTC-03:00 1:30 CET | Dominikana U-16              | 42:77(11:23, 8:16, 13:23, 10:15) | Argentyna U-16      | CENARD, Buenos Aires Sędzia: Gina Denise Cross, Vivian Elizabeth Garcia Otermin, Alejandra Gaytán Mota |
| 7 czerwca 201720:30 UTC-03:00 1:30 CET | Maria Fernanda Manzano 6 pkt | 42:77(11:23, 8:16, 13:23, 10:15) | Lucia Operto 15 pkt | CENARD, Buenos Aires Sędzia: Gina Denise Cross, Vivian Elizabeth Garcia Otermin, Alejandra Gaytán Mota |

| 8 czerwca 201718:15 UTC-03:00 23:15 CET | Dominikana U-16    | 48:89(11:21, 8:27, 11:20, 18:21) | Kanada U-16                 | CENARD, Buenos Aires Sędzia: Gina Denise Cross, Rebeca Xiomaira Davila Aquino, Alejandra Gaytán Mota |
| 8 czerwca 201718:15 UTC-03:00 23:15 CET | Naomy Cueva 12 pkt | 48:89(11:21, 8:27, 11:20, 18:21) | Brynn Ann Masikewich 22 pkt | CENARD, Buenos Aires Sędzia: Gina Denise Cross, Rebeca Xiomaira Davila Aquino, Alejandra Gaytán Mota |

| 8 czerwca 201720:30 UTC-03:00 1:30 CET | Argentyna U-16          | 71:42(17:6, 23:13, 20:11, 11:12) | Wenezuela U-16       | CENARD, Buenos Aires Sędzia: Rodrigo León Mejía Mesa, Vivian Elizabeth Garcia Otermin, Carlos Peralta |
| 8 czerwca 201720:30 UTC-03:00 1:30 CET | Florencia Chagas 15 pkt | 71:42(17:6, 23:13, 20:11, 11:12) | Yulianny Pérez 7 pkt | CENARD, Buenos Aires Sędzia: Rodrigo León Mejía Mesa, Vivian Elizabeth Garcia Otermin, Carlos Peralta |

| 9 czerwca 201716:00 UTC-03:00 21:00 CET | Wenezuela U-16       | 70:50(23:6, 12:7, 16:14, 19:23) | Dominikana U-16      | CENARD, Buenos Aires Sędzia: Rodrigo León Mejía Mesa, Rebeca Xiomaira Davila Aquino, Vivian Elizabeth Garcia Otermin |
| 9 czerwca 201716:00 UTC-03:00 21:00 CET | Nicole Garcia 11 pkt | 70:50(23:6, 12:7, 16:14, 19:23) | Yendri Acosta 12 pkt | CENARD, Buenos Aires Sędzia: Rodrigo León Mejía Mesa, Rebeca Xiomaira Davila Aquino, Vivian Elizabeth Garcia Otermin |

| 9 czerwca 201720:30 UTC-03:00 1:30 CET | Kanada U-16                 | 71:65(17:10, 21:16, 10:16, 23:23) | Argentyna U-16       | CENARD, Buenos Aires Sędzia: Andres Gaston Bartel Maina, Gina Denise Cross, Alejandra Gaytán Mota |
| 9 czerwca 201720:30 UTC-03:00 1:30 CET | Brynn Ann Masikewich 15 pkt | 71:65(17:10, 21:16, 10:16, 23:23) | Sofia Acevedo 19 pkt | CENARD, Buenos Aires Sędzia: Andres Gaston Bartel Maina, Gina Denise Cross, Alejandra Gaytán Mota |

### Grupa B
| Poz | Reprezentacja          | Pkt | M | Z | P | Punkty  | Pkt+/- |
| --- | ---------------------- | --- | - | - | - | ------- | ------ |
| 1.  | Stany Zjednoczone U-16 | 6   | 3 | 3 | 0 | 270:102 | +168   |
| 2.  | Kolumbia U-16          | 5   | 3 | 2 | 1 | 146:184 | -38    |
| 3.  | Meksyk U-16            | 4   | 3 | 1 | 2 | 154:194 | -40    |
| 4.  | Portoryko U-16         | 3   | 3 | 0 | 3 | 133:223 | -90    |

| 7 czerwca 201716:00 UTC-03:00 21:00 CET | Kolumbia U-16        | 33:91(4:32, 15:14, 9:26, 5:19) | Stany Zjednoczone U-16 | CENARD, Buenos Aires Sędzia: Natalia Cuello Cuello, Micaela Ayelén Prado, Christine Vuong |
| 7 czerwca 201716:00 UTC-03:00 21:00 CET | Hamileth Ulloa 7 pkt | 33:91(4:32, 15:14, 9:26, 5:19) | Aliyah Boston 17 pkt   | CENARD, Buenos Aires Sędzia: Natalia Cuello Cuello, Micaela Ayelén Prado, Christine Vuong |

| 7 czerwca 201718:15 UTC-03:00 23:15 CET | Meksyk U-16          | 76:49(13:5, 15:9, 24:22, 24:13) | Portoryko U-16           | CENARD, Buenos Aires Sędzia: Americo Rodriguez, Andres Gaston Bartel Maina, Virginia Soledad Peruchini |
| 7 czerwca 201718:15 UTC-03:00 23:15 CET | Karina Esquer 34 pkt | 76:49(13:5, 15:9, 24:22, 24:13) | Sherly Ann Garcia 10 pkt | CENARD, Buenos Aires Sędzia: Americo Rodriguez, Andres Gaston Bartel Maina, Virginia Soledad Peruchini |

| 8 czerwca 201713:45 UTC-03:00 18:45 CET | Portoryko U-16           | 52:68(18:15, 9:25, 13:20, 12:8) | Kolumbia U-16           | CENARD, Buenos Aires Sędzia: Natalia Cuello Cuello, Micaela Ayelén Prado, Americo Rodriguez |
| 8 czerwca 201713:45 UTC-03:00 18:45 CET | Sherly Ann Garcia 17 pkt | 52:68(18:15, 9:25, 13:20, 12:8) | Daniela González 20 pkt | CENARD, Buenos Aires Sędzia: Natalia Cuello Cuello, Micaela Ayelén Prado, Americo Rodriguez |

| 8 czerwca 201716:00 UTC-03:00 21:00 CET | Stany Zjednoczone U-16   | 100:37(14:13, 33:14, 26:4, 27:6) | Meksyk U-16          | CENARD, Buenos Aires Sędzia: Andres Gaston Bartel Maina, Virginia Soledad Peruchini, Christine Vuong |
| 8 czerwca 201716:00 UTC-03:00 21:00 CET | Samantha Brunelle 18 pkt | 100:37(14:13, 33:14, 26:4, 27:6) | Karina Esquer 15 pkt | CENARD, Buenos Aires Sędzia: Andres Gaston Bartel Maina, Virginia Soledad Peruchini, Christine Vuong |

| 9 czerwca 201713:45 UTC-03:00 18:45 CET | Kolumbia U-16           | 45:41(11:9, 8:9, 12:15, 14:8) | Meksyk U-16          | CENARD, Buenos Aires Sędzia: Americo Rodriguez, Natalia Cuello Cuello, Carlos Peralta |
| 9 czerwca 201713:45 UTC-03:00 18:45 CET | Daniela González 15 pkt | 45:41(11:9, 8:9, 12:15, 14:8) | Karina Esquer 10 pkt | CENARD, Buenos Aires Sędzia: Americo Rodriguez, Natalia Cuello Cuello, Carlos Peralta |

| 9 czerwca 201718:15 UTC-03:00 23:15 CET | Portoryko U-16           | 32:79(5:15, 10:20, 14:25, 3:19) | Stany Zjednoczone U-16 | CENARD, Buenos Aires Sędzia: Virginia Soledad Peruchini, Micaela Ayelén Prado, Christine Vuong |
| 9 czerwca 201718:15 UTC-03:00 23:15 CET | Marieliz Martinez 14 pkt | 32:79(5:15, 10:20, 14:25, 3:19) | Aliyah Boston 17 pkt   | CENARD, Buenos Aires Sędzia: Virginia Soledad Peruchini, Micaela Ayelén Prado, Christine Vuong |

## Turniej o 5. miejsce
|  | Półfinały       | Półfinały   |    |                | o 5. miejsce    | o 5. miejsce |  |
|  |                 |             |    |                |                 |              |  |
|  | 10 czerwca      |             |    |                |                 |              |  |
|  | Wenezuela U-16  | 62          |    |                |                 |              |  |
|  | Portoryko U-16  | 61          |    |                |                 |              |  |
|  |                 |             |    |                |                 |              |  |
|  |                 |             |    |                | 11 czerwca      |              |  |
|  |                 |             |    |                | Wenezuela U-16  | 28           |  |
|  |                 | Meksyk U-16 | 71 |                |                 |              |  |
|  |                 |             |    |                |                 |              |  |
|  |                 |             |    |                |                 |              |  |
|  |                 |             |    |                | o 7. miejsce    |              |  |
|  | 10 czerwca      | 10 czerwca  |    | 11 czerwca     | 11 czerwca      |              |  |
|  | Meksyk U-16     | 102         |    | Portoryko U-16 | 76              |              |  |
|  | Dominikana U-16 | 45          |    |                | Dominikana U-16 | 69           |  |

### Półfinały
| 10 czerwca 201713:45 UTC-03:00 18:45 CET | Wenezuela U-16         | 62:61(20:12, 15:11, 15:20, 12:18) | Portoryko U-16           | CENARD, Buenos Aires Sędzia: Gina Denise Cross, Micaela Ayelén Prado, Christine Vuong |
| 10 czerwca 201713:45 UTC-03:00 18:45 CET | Jairennys Arias 19 pkt | 62:61(20:12, 15:11, 15:20, 12:18) | Marieliz Martinez 14 pkt | CENARD, Buenos Aires Sędzia: Gina Denise Cross, Micaela Ayelén Prado, Christine Vuong |

| 10 czerwca 201716:00 UTC-03:00 21:00 CET | Meksyk U-16           | 102:45(31:11, 30:10, 16:11, 25:13) | Dominikana U-16    | CENARD, Buenos Aires Sędzia: Virginia Soledad Peruchini, Rebeca Xiomaira Davila Aquino, Vivian Elizabeth Garcia Otermin |
| 10 czerwca 201716:00 UTC-03:00 21:00 CET | Katia Gallegos 21 pkt | 102:45(31:11, 30:10, 16:11, 25:13) | Naomy Cueva 10 pkt | CENARD, Buenos Aires Sędzia: Virginia Soledad Peruchini, Rebeca Xiomaira Davila Aquino, Vivian Elizabeth Garcia Otermin |

### Mecz o 7. miejsce
| 11 czerwca 201713:45 UTC-03:00 18:45 CET | Portoryko U-16                 | 76:69(19:24, 27:15, 11:8, 19:22) | Dominikana U-16        | CENARD, Buenos Aires Sędzia: Vivian Elizabeth Garcia Otermin, Micaela Ayelén Prado, Christine Vuong |
| 11 czerwca 201713:45 UTC-03:00 18:45 CET | Jacqueline Vargas-Bines 17 pkt | 76:69(19:24, 27:15, 11:8, 19:22) | Katiana Benitez 20 pkt | CENARD, Buenos Aires Sędzia: Vivian Elizabeth Garcia Otermin, Micaela Ayelén Prado, Christine Vuong |

### Mecz o 5. miejsce
| 11 czerwca 201716:00 UTC-03:00 21:00 CET | Wenezuela U-16       | 28:71(4:17, 8:17, 10:14, 6:23) | Meksyk U-16              | CENARD, Buenos Aires Sędzia: Rodrigo León Mejía Mesa, Rebeca Xiomaira Davila Aquino, Virginia Soledad Peruchini |
| 11 czerwca 201716:00 UTC-03:00 21:00 CET | Yulianny Pérez 7 pkt | 28:71(4:17, 8:17, 10:14, 6:23) | Alejandra Arreola 13 pkt | CENARD, Buenos Aires Sędzia: Rodrigo León Mejía Mesa, Rebeca Xiomaira Davila Aquino, Virginia Soledad Peruchini |

## Faza pucharowa
|  | Półfinały              | Półfinały              |    |               | Finał          | Finał |  |
|  |                        |                        |    |               |                |       |  |
|  | 10 czerwca             |                        |    |               |                |       |  |
|  | Kanada U-16            | 64                     |    |               |                |       |  |
|  | Kolumbia U-16          | 38                     |    |               |                |       |  |
|  |                        |                        |    |               |                |       |  |
|  |                        |                        |    |               | 11 czerwca     |       |  |
|  |                        |                        |    |               | Kanada U-16    | 46    |  |
|  |                        | Stany Zjednoczone U-16 | 91 |               |                |       |  |
|  |                        |                        |    |               |                |       |  |
|  |                        |                        |    |               |                |       |  |
|  |                        |                        |    |               | o 3. miejsce   |       |  |
|  | 10 czerwca             | 10 czerwca             |    | 11 czerwca    | 11 czerwca     |       |  |
|  | Stany Zjednoczone U-16 | 98                     |    | Kolumbia U-16 | 52             |       |  |
|  | Argentyna U-16         | 42                     |    |               | Argentyna U-16 | 59    |  |

### Półfinały
| 10 czerwca 201718:15 UTC-03:00 23:15 CET | Kanada U-16             | 64:38(18:8, 13:13, 19:10, 14:7) | Kolumbia U-16        | CENARD, Buenos Aires Sędzia: Andres Gaston Bartel Maina, Natalia Cuello Cuello, Alejandra Gaytán Mota |
| 10 czerwca 201718:15 UTC-03:00 23:15 CET | Merissah Russell 11 pkt | 64:38(18:8, 13:13, 19:10, 14:7) | Luisa Quesada 10 pkt | CENARD, Buenos Aires Sędzia: Andres Gaston Bartel Maina, Natalia Cuello Cuello, Alejandra Gaytán Mota |

| 10 czerwca 201720:30 UTC-03:00 1:30 CET | Stany Zjednoczone U-16 | 98:42(17:13, 23:14, 30:9, 28:6) | Argentyna U-16        | CENARD, Buenos Aires Sędzia: Americo Rodriguez, Rodrigo León Mejía Mesa, Carlos Peralta |
| 10 czerwca 201720:30 UTC-03:00 1:30 CET | Zia Cooke 12 pkt       | 98:42(17:13, 23:14, 30:9, 28:6) | Victoria Gauna 12 pkt | CENARD, Buenos Aires Sędzia: Americo Rodriguez, Rodrigo León Mejía Mesa, Carlos Peralta |

### Mecz o 3. miejsce
| 11 czerwca 201718:15 UTC-03:00 23:15 CET | Kolumbia U-16           | 52:59(6:20, 7:6, 17:12, 19:11, 3:10) | Argentyna U-16          | CENARD, Buenos Aires Sędzia: Americo Rodriguez, Gina Denise Cross, Natalia Cuello Cuello |
| 11 czerwca 201718:15 UTC-03:00 23:15 CET | Stephanny Orozco 15 pkt | 52:59(6:20, 7:6, 17:12, 19:11, 3:10) | Florencia Chagas 20 pkt | CENARD, Buenos Aires Sędzia: Americo Rodriguez, Gina Denise Cross, Natalia Cuello Cuello |

### Finał
| 11 czerwca 201720:30 UTC-03:00 1:30 CET | Kanada U-16             | 46:91(21:27, 4:23, 10:18, 11:23) | Stany Zjednoczone U-16 | CENARD, Buenos Aires Sędzia: Andres Gaston Bartel Maina, Alejandra Gaytán Mota, Carlos Peralta |
| 11 czerwca 201720:30 UTC-03:00 1:30 CET | Merissah Russell 12 pkt | 46:91(21:27, 4:23, 10:18, 11:23) | Azzi Fudd 18 pkt       | CENARD, Buenos Aires Sędzia: Andres Gaston Bartel Maina, Alejandra Gaytán Mota, Carlos Peralta |

## Końcowa klasyfikacja
| Miejsce | Reprezentacja          |
| ------- | ---------------------- |
|         | Stany Zjednoczone U-16 |
|         | Kanada U-16            |
|         | Argentyna U-16         |
| 4.      | Kolumbia U-16          |
| 5.      | Meksyk U-16            |
| 6.      | Wenezuela U-16         |
| 7.      | Portoryko U-16         |
| 8.      | Dominikana U-16        |

## Statystyki
- Najwięcej punktów na mecz:  Karina Esquer (17,2 pkt/mecz)
- Najwięcej punktów:  Karina Esquer (86 pkt)
- Najwięcej rzutów z gry:  Aliyah Boston (54,3%)
- Najwięcej punktów za dwa:  Paige Bueckers (71,9%)
- Najwięcej punktów za trzy:  Zia Cooke (63,6%)
- Najwięcej punktów z rzutów wolnych:  Samantha Brunelle (93,3%)
- Najwięcej zbiórek na mecz:  Brynn Ann Masikewich (10,2 zbiórek/mecz)
- Najwięcej bloków na mecz:  Samantha Brunelle (2,2 bloki/mecz)
- Najwięcej asyst na mecz:  Florencia Chagas (5,2 asyst/mecz)
- Najwięcej przechwytów na mecz:  Alejandra Arreola (4,4 przechwyty/mecz)
- Najwięcej strat na mecz:  Yendri Acosta (7 strat/mecz)
- Najwięcej fauli na mecz:  Lucía Operto (3,6 faule/mecz)
- Najwięcej minut na mecz:  Daniela González (34 minuty/mecz)
- Najlepsza skuteczność na mecz:  Aliyah Boston (18,4)